# Miguel Maceo
Miguel Maceo Grajales (16 de septiembre de 1852 - ¿18 de abril? de 1874) fue un patriota y militar cubano. Teniente Coronel del Ejército Libertador de Cuba. Cuarto hermano de Antonio Maceo. Hijo de Marcos Maceo y Mariana Grajales.

## Infancia y juventud
Miguel Maceo Grajales, sexto hijo del matrimonio de Mariana Grajales Coello y Marcos Maceo, nació el 16 de septiembre de 1852. 
La educación ética y patriótica recibida de sus padres, lo hizo marchar a la manigua pocos días después del estallido de la Guerra de 1868, con solamente 16 años. 

## Guerra de los Diez Años
Era un excelente jinete y tirador, como todos sus hermanos, todos ellos enseñados por el padre. Miguel Maceo participó en numerosos combates, como El Cobre, Arroyito, Ti Arriba, Sabana la Burra, durante los primeros meses de la guerra. 
El Conde de Valmaseda incluyó su nombre, junto a los de toda su familia, en la lista de condenados a muerte en 1869, siendo todavía un adolescente. 
Se destacó en la acción de Nuevo Mundo, el 12 de diciembre de 1870, donde murió su hermano Julio, de solamente 15 años de edad. 
En los montes y montañas de Guantánamo participó en La Indiana, Monte Líbano y otros combates. Combatió en Rejondón de Báguanos, en junio de 1872, y en Imías, ese mismo año. Fue herido en las acciones de Santa Fe y El Peladero. 
Se destacó notablemente en la acción de Santa María de Ocujal, en 1873. Cuarenta y ocho horas después, volvió a destacarse en Cuatro Caminos de Chaparra. 
Se unió a las tropas mambisas en el intento de invadir Las Villas. Participó en los importantísimos combates de La Sacra, Palo Seco, El Naranjo, Mojacasabe, Las Guásimas y San Miguel de Nuevitas.

## Imprecisiones sobre su muerte
El 18 de abril de 1874, durante el asalto al fuerte de Cascorro, cayó mortalmente herido, con los grados de Teniente Coronel. 
Existen algunas imprecisiones sobre su muerte. Máximo Gómez, en su diario de campaña, solamente anotó la muerte del Teniente Coronel Martín Castillo. 
Fernando Figueredo, en su libro La Revolución de Yara, planteó que su muerte ocurrió varios días después, en un hospital de campaña. Esta versión es sostenida por Jorge Juárez Cano, historiador de Camagüey, añadiendo que fue conducido a un sitio conocido como Plátano Morado en Najasa, donde fue atendido por Teófilo Borrero hasta fallecer, días después. 
El historiador y periodista Joel Mourlot, asegura que murió a los cuatro días del combate, producto del tétanos. 
Todo esto contradice los planteamientos del historiador José Luciano Franco, quien en su obra Antonio Maceo, apuntes para una historia de su vida indica que fue acribillado a balazos durante el asalto al fuerte de Cascorro.
Como quiera que sea, es casi seguro que su muerte se produjo en abril de 1874.